# Crataegus opaca
Crataegus opaca är en rosväxtart som beskrevs av William Jackson Hooker och Arn.. Crataegus opaca ingår i Hagtornssläktet som ingår i familjen rosväxter. Inga underarter finns listade i Catalogue of Life.